# 鈴木自工
鈴木自工株式会社（すずきじこう）は、日本の自動車関連企業。

## 概要
創業1964年。「鈴木自動車整備工場」として東京都江東区にトラック整備を中心として運営を始める。その後1977年に「鈴木貞夫自動車商工株式会社」（のちの鈴木自工株式会社）を設立。創業から50年、江戸川区を中心に自動車関連事業を展開している。

## 沿革
- 1964年 - 鈴木自動車整備工場創業（東京都江東区）
- 1970年 - 江戸川工場開設（東京都江戸川区）
- 1971年 - 運輸省東京運輸支局より「自動車分解整備事業」の認証を受ける
- 1973年 - 指定自動車整備事業を取得
- 1977年 - 鈴木貞夫自動車商工株式会社（のちの鈴木自工株式会社）設立
- 1977年 - ロータスクラブに入会
- 1988年 - 日産チェリー葛西販売株式会社を設立
- 1991年 - 株式会社谷中を設立
- 1993年 - 車検のコバックフランチャイズチェーンに加盟（関東1号店）
- 1994年 - 創業30周年。CI（コーポレート・アイデンティティ）を作成
- 1997年 - 本社社屋新設（東京都江戸川区）
- 1998年 - 初めてのサテライト店、船堀店オープン
- 1998年 - 南行徳店オープン
- 1998年 - 指定工場2号店、ユーカリが丘店オープン
- 1999年 - 今井橋店オープン
- 1999年 - 四街道店オープン
- 2000年 - オニキスフランチャイズチェーンへ加盟（現ジョイカル）
- 2000年 - 板金塗装館オープン
- 2001年 - ISO 9001を導入
- 2001年 - 浦安店・瑞江店オープン
- 2003年 - 妙典駅前店オープン
- 2004年 - 創業40周年
- 2005年 - 習志野実籾店オープン
- 2005年 - 千葉おゆみ店オープン
- 2009年 - 千葉貝塚店オープンし、5指定工場体制を構築
- 2012年 - 年間車検実施台数20,000台を突破
- 2014年 - 軽未使用車専門店軽ひろばオープン（千葉市若葉区）
- 2014年 - 創業50周年

## 事業内容
- 自動車の点検整備、修理
- 国産自動車・輸入自動車の販売、買取り
- 中古車の買取・販売
- レンタカー業

## 店舗情報
東京都江戸川区
- コバック江戸川本店
- コバック瑞江店
- アップル江戸川葛西店
- ジョイカル江戸川店

千葉県浦安市
- コバック浦安店

千葉県市川市
- コバック妙典駅前店

千葉県船橋市
- コバック船橋習志野店

千葉県佐倉市
- コバックユーカリが丘店
- コバック佐倉王子台店

千葉県四街道市
- コバック四街道店

千葉県千葉市
- コバック千葉おゆみ店
- コバック千葉貝塚店
- 軽ひろば千葉貝塚店

千葉県成田市
- アップル成田店